# سنگبران
سنگبران (به لاتین: Sangborran) یک منطقهٔ مسکونی در افغانستان است که در ولایت بغلان واقع شده‌است.